# Eric Bogle

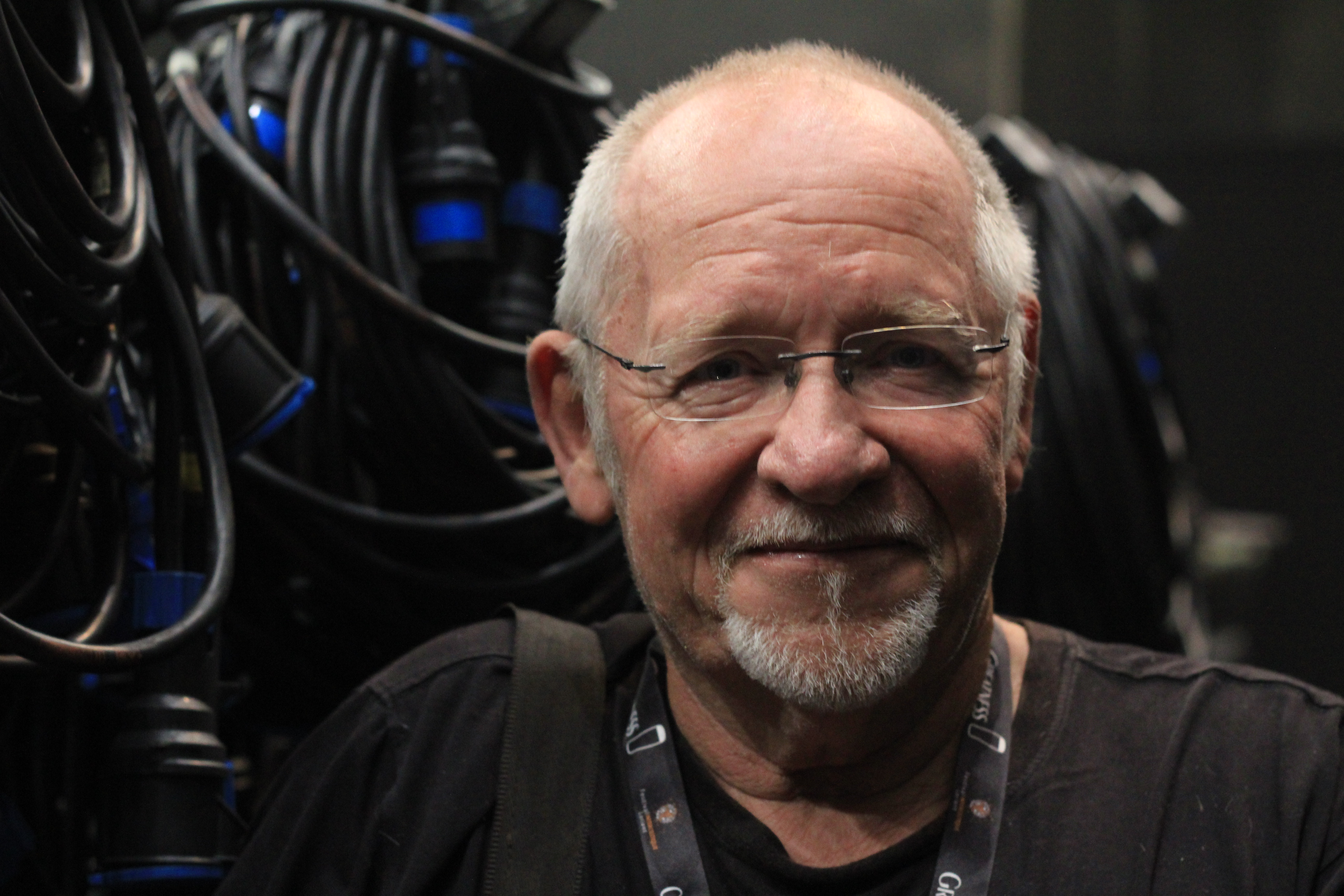
Eric Bogle (2016)

Eric Bogle AM (* 23. September 1944 in Peebles, Schottland) ist ein schottisch-australischer Sänger, Singer-Songwriter und Friedensaktivist.

## Leben
1969 wanderte er nach Australien aus und arbeitete fortan in Canberra als Buchhalter. Seit 1980 widmet er sich nur noch der Musik und lebt in Südaustralien nahe Adelaide.
Ein Hauptthema seiner Lieder ist die Auseinandersetzung mit dem Krieg und der Einsatz für ein friedliches Zusammenleben. Dafür erhielt Eric Bogle mehrere Auszeichnungen, unter anderem 1984 eine Friedensmedaille der Vereinten Nationen für „sein Bemühen, mit Hilfe von Musik Frieden und zwischenmenschliche Harmonie zu fördern“.
Am 26. Januar 1987 wurde Eric Bogle für seine musikalische Kunst zum „Member of the Order of Australia“ gekürt.
Ab 1979 tourte Eric Bogle acht Mal durch die USA und Kanada, zehn Mal durch Europa und sehr häufig durch Australien. Bei seinen Europatourneen trat er unter anderem auch 1985 beim Ost-Berliner Festival des politischen Liedes der FDJ auf.
Im Sommer 2009 tourte Eric Bogle, gemeinsam mit seinem im Mai 2018 verstorbenen langjährigen Freund und Partner John Munro, zum letzten Mal durch Großbritannien, Irland und Kanada. Danach gab es noch vereinzelte Konzerte außerhalb Australiens, zum Beispiel 2015 nahe Gallipoli, wo das ANZAC 100 Jahre zuvor, im Ersten Weltkrieg, in der Schlacht von Gallipoli gekämpft hatte.

## Bearbeitungen seiner Werke
Einige seiner bekanntesten Antikriegslieder wie No Man’s Land (auch als Green Fields of France bekannt) und And The Band Played Waltzing Matilda wurden vielfach von anderen Liedermachern und Bands wie June Tabor, The Dubliners, Joan Baez, Donovan, Dropkick Murphys, Angelic Upstarts, The Men They Couldn’t Hang, Skrewdriver und den Pogues gespielt, No Man’s Land auch in deutscher Versionen als Es ist an der Zeit von Hannes Wader und in niederdeutscher Version als Suldat Janssen von Helmut Debus.
My Youngest Son Came Home Today erschien 1984 auf Mary Blacks Album Collected und 1990 auf Billy Braggs Album The Internationale.
1992 coverte die deutsche Punkband Slime den Song My Youngest Son auf ihrem Album Viva La Muerte.

## Diskografie

Eric Bogle (2009)

### DVD
2009: Live at Stonyfell Winery

### Alben
- 1977: Live in Person
- 1980: Now I'm Easy
- 1981: Plain & Simple
- 1982: down under
- 1982: pure
- 1982: Scraps of Papers
- 1984: When the Wind Blows
- 1985: Hard Hard Times (Eric Bogle with John Munro)
- 1986: Singing the Spirit Home
- 1988: Something of Value
- 1990: Voices in the Wilderness
- 1993: Mirrors
- 1996: The Emigrant & the Exile (Eric Bogle & John Munro)
- 1997: Small Miracles
- 2000: Endangered Species
- 2002: The Colour of Dreams
- 2005: Other People’s Children
- 2009: The Dreamer
- 2013: A Toss of the Coin (Eric Bogle with John Munro)
- 2016: Voices (Eric Bogle with John Munro)
- 2021: The Source of Light

### Kompilationen
- 1985: In Concert (Live, with John Munro & Brent Miller)
- 1986: Eric Bogle Songbook 1
- 1986: Eric Bogle Songbook 2
- 1994: I Wrote This Wee Song (Live, 2 CDs)
- 2000: The Gift of Years (auch als By Request veröffentlicht)
- 2005: At This Stage (Live, 2 CDs)
- 2005: Singing the Spirit Home (5 CDs)
- 2010: A Few Old Songs for Very New Times
- 2017: Just the Funny Stuff

## Sonstiges
- 1984: Buch Eric Bogle Song Book (20 Songs mit Noten und Akkorden für Gitarre; auch veröffentlicht unter the songs of eric bogle)
- 2000: Buch Eric Bogle: Songs Book 1
- 2000: Buch Eric Bogle: Songs Book 2
- 2006: Buch Eric Bogle Chord Songbook (36 Songs mit Noten und Akkorden für Gitarre)
- 2010: Buch The Emigrant and the Exile (von John Munro – eine Biografie zu Eric Bogle, mit autobiografischen Anteilen zu John Munro)
- 2011: CD Festival Folk Sing Eric Bogle (mit Mary Black, Dave O’Neill, John Munro und anderen)
- 2017: Buch Eric Bogle, Music and the Great War: „An Old Man’s Tears“ (Routledge Studies in First World War History) (von Michael J. K. Walsh)

## Bekannte Lieder
- And The Band Played Waltzing Matilda
- No Man’s Land / Green Fields of France
- Leaving Nancy
- Nobody´s Moggy Now
- Little Gomez
- My Youngest Son Came Home Today